# Mini (Automarke)

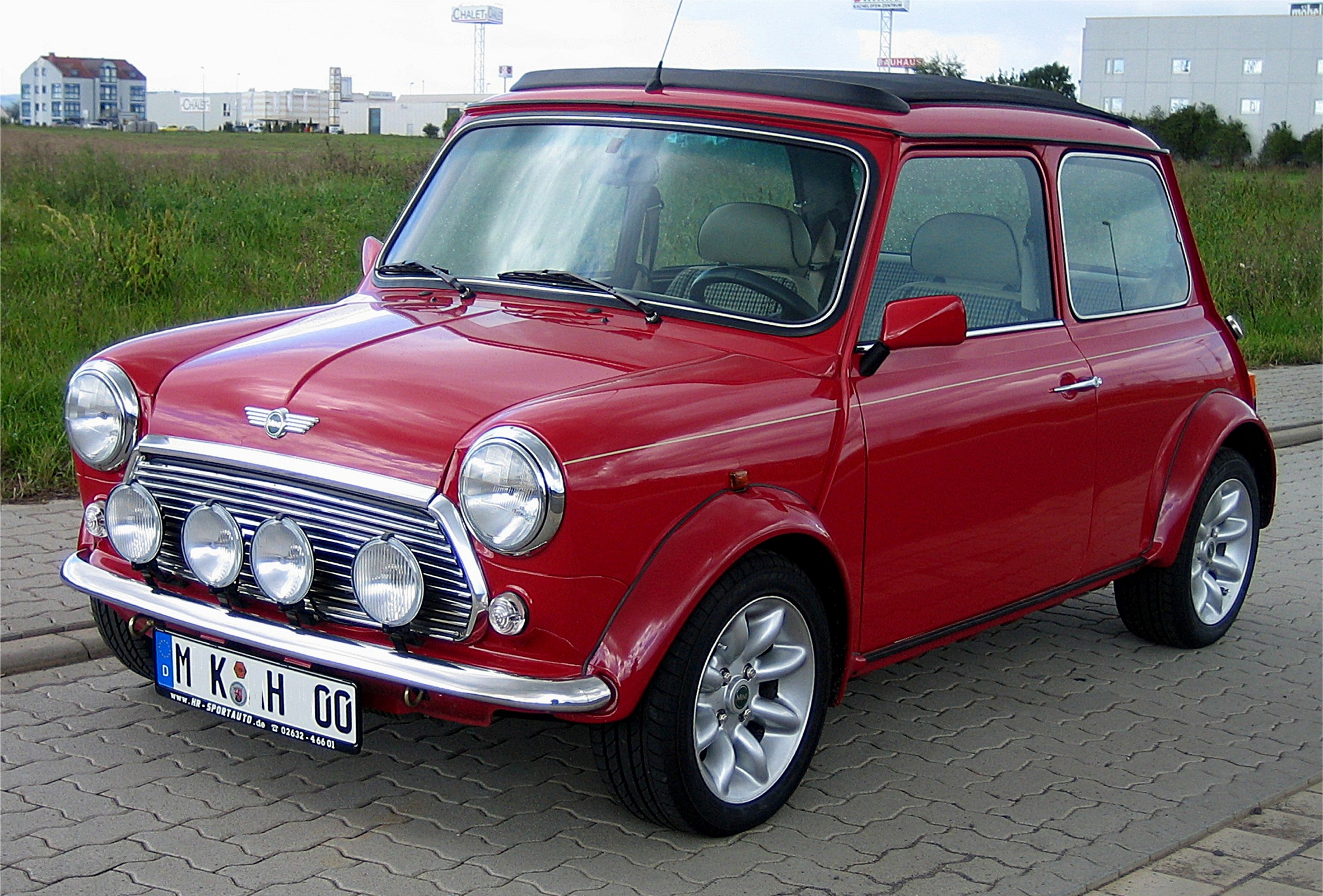
Mini (1959–2000)

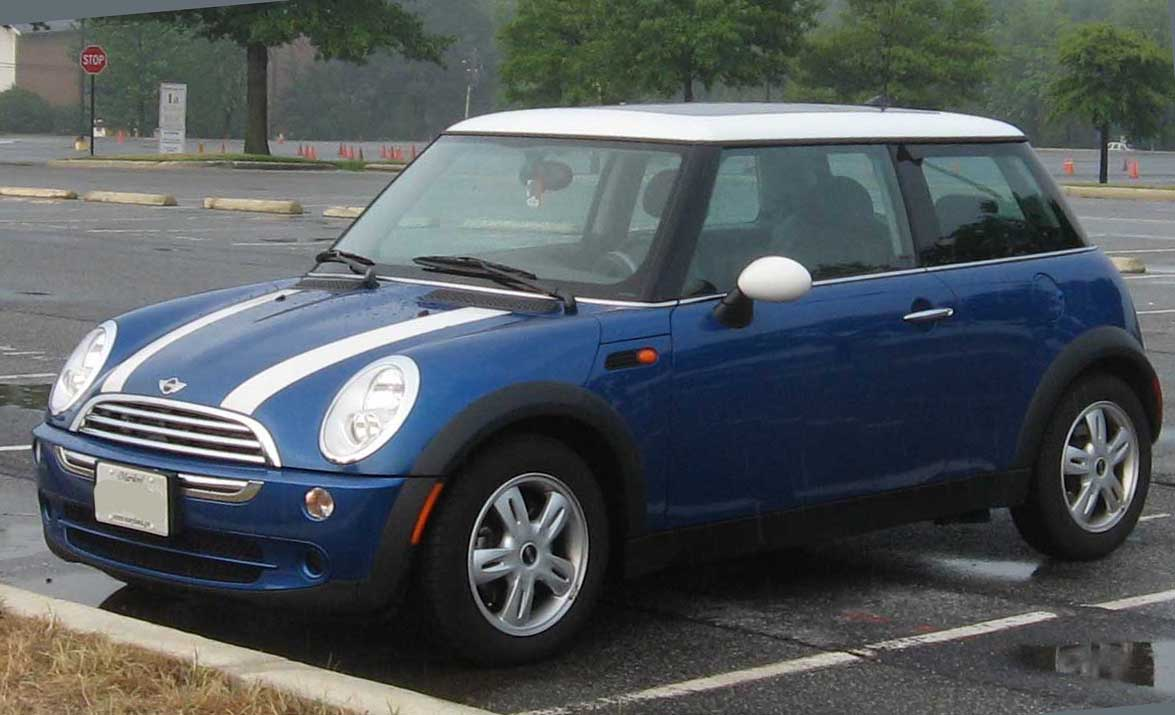
Mini (ab 2001)

Mini (Eigenschreibweise seit 2001: MINI) ist eine englische Automarke. Die Marke gehört seit 2000 zum deutschen BMW-Konzern.

## Vorgeschichte
Die British Motor Corporation brachte 1959 das Pkw-Modell Mini unter den Marken Austin als Austin Seven und Morris als Morris Mini Minor auf den Markt.

## Markengeschichte
Die British Leyland Motor Corporation als Nachfolgeunternehmen von British Motor Corporation beschloss, ab 1970 das Modell Mini unter einer eigenen Marke zu vertreiben. Die Produktion dieses Modells endete erst 2000.
Ein Jahr nach dem Verkauf von Rover stellte die BMW Group ein neues Mini-Modell vor.